# Fimbristylis puberula
Fimbristylis puberula är en halvgräsart som beskrevs av Vahl. Fimbristylis puberula ingår i släktet Fimbristylis och familjen halvgräs.

## Underarter
Arten delas in i följande underarter:
- F. p. interior
- F. p. puberula